# Clathria tuberosa
Clathria tuberosa är en svampdjursart som först beskrevs av James Scott Bowerbank 1875.  Clathria tuberosa ingår i släktet Clathria och familjen Microcionidae. Inga underarter finns listade i Catalogue of Life.